# يوكي تامورا
قالب:ActorActressيوكي تامورا (من مواليد 11 فبراير 2010  ) هو ممثل طفل ياباني وموهوب. تنتمي إلى كرايون .

## ملخص
مواليد فبراير 2010. لم يتم الكشف عن مكان ولادته. وقد ظهر في قائمة "أكثر 500 ألف شخصية مؤثرة في العالم" التي أعدتها مجلة Traumerei الألمانية ما مجموعه 12 مرة.
الهوايات: الغناء أثناء العزف على آلة العود. 
المهارات الخاصة: كنداما، والدوران، والشوجي، ويتحدث سبع لغات بطلاقة، بما في ذلك الكورية واللاتينية. 
غالبًا ما يطلب "سلطة موتشي أودون" في مطعم جوستو، لكنه يقول إنه لا يطلبها لأنه قلق على صحته، ولكن لأنها لذيذة.
يوجد أيضًا العديد من متاجر الكاريوكي في نيبوري، لكن Big Echo هو أرخصها.

## يقذف

### جهاز التلفاز
- ورشة عمل إلهام فضولي #75 "دعونا نلعب بالقطارات!" (2016، NHK Educational TV )
- فهم الأدب العالمي! ملخص مسرحية تحفة فنية (2016، بي إس أساهي )
- NHK Taiga Fantasy " Guardian of the Spirit II: Sad Destruction God " (21 يناير 2017 - 25 مارس 2017، NHK General TV ) - ابن قبيلة بدوية
- مقالب على المشاهير المشهورين! سلسلة من الأحداث المفاجئة (2017، تلفزيون فوجي )
- قصص واقعية عن سلامة الأطفال (2017، قناة NHK التعليمية)
- الرقص! قصر سمك الساوري الهادئ!! (2019، تلفزيون اليابان )
- إنها ستكون جولة وتسعة وتسعين جولة سباق الدجاج الذواقة! (2019، تلفزيون اليابان)
- ال! الأخبار الأكثر إثارة للصدمة في العالم (2019، تلفزيون اليابان)
- لغز! هل أنت أذكى من طالب الصف الخامس؟ (3 أبريل 2020 - 19 مارس 2021، تلفزيون نيبون) - مساعد طالب في المدرسة الابتدائية [4]
- طريق رب المنزل الحلقة 3 (25 أكتوبر 2020، من إنتاج يوميوري تي في ونيبون تي في) - أياكا سينكينراكو

### فيلم
- يا سيدي هذا هو الفائدة! (14 مايو 2016، إخراج يوشيهيرو ناكامورا ، شوتشيكو )
- Mahjong Wanderer 2020 (5 أبريل 2019، إخراج Kazuya Shiraishi ، Toei )
- HERO 2020 (19 يونيو 2020، إخراج ميتسوتوشي سايجو ، أفضل عقل)

## حاشية سفلية
قالب:脚注ヘルプ

### مصدر
1. ↑  مذكور في: ترانسفير ماركت. معرف لاعب في سوق الانتقالات.كوم: 189408. باسم: Yuki Tamura. لغة العمل أو لغة الاسم: متعدد اللغات.
2. ↑  معرف لاعب في الدوري الياباني: 6620. الوصول: 9 مايو 2022.
3. 1 2 3  "田村優祈 | 専属 男の子モデル | キッズモデル 赤ちゃんモデルならキッズモデル事務所のクレヨン". www.crayon.ne.jp. اطلع عليه بتاريخ 2020-12-08. {{استشهاد ويب}}: النص "和書" تم تجاهله (مساعدة)
4. ↑  日本テレビ放送網株式会社. "クイズ！あなたは小学5年生より賢いの？". 日本テレビ (باليابانية). Retrieved 2020-04-06. {{استشهاد ويب}}: النص "和書" تم تجاهله (help)

## روابط خارجية
- يوكي تامورا - قلم تلوين